# Andira

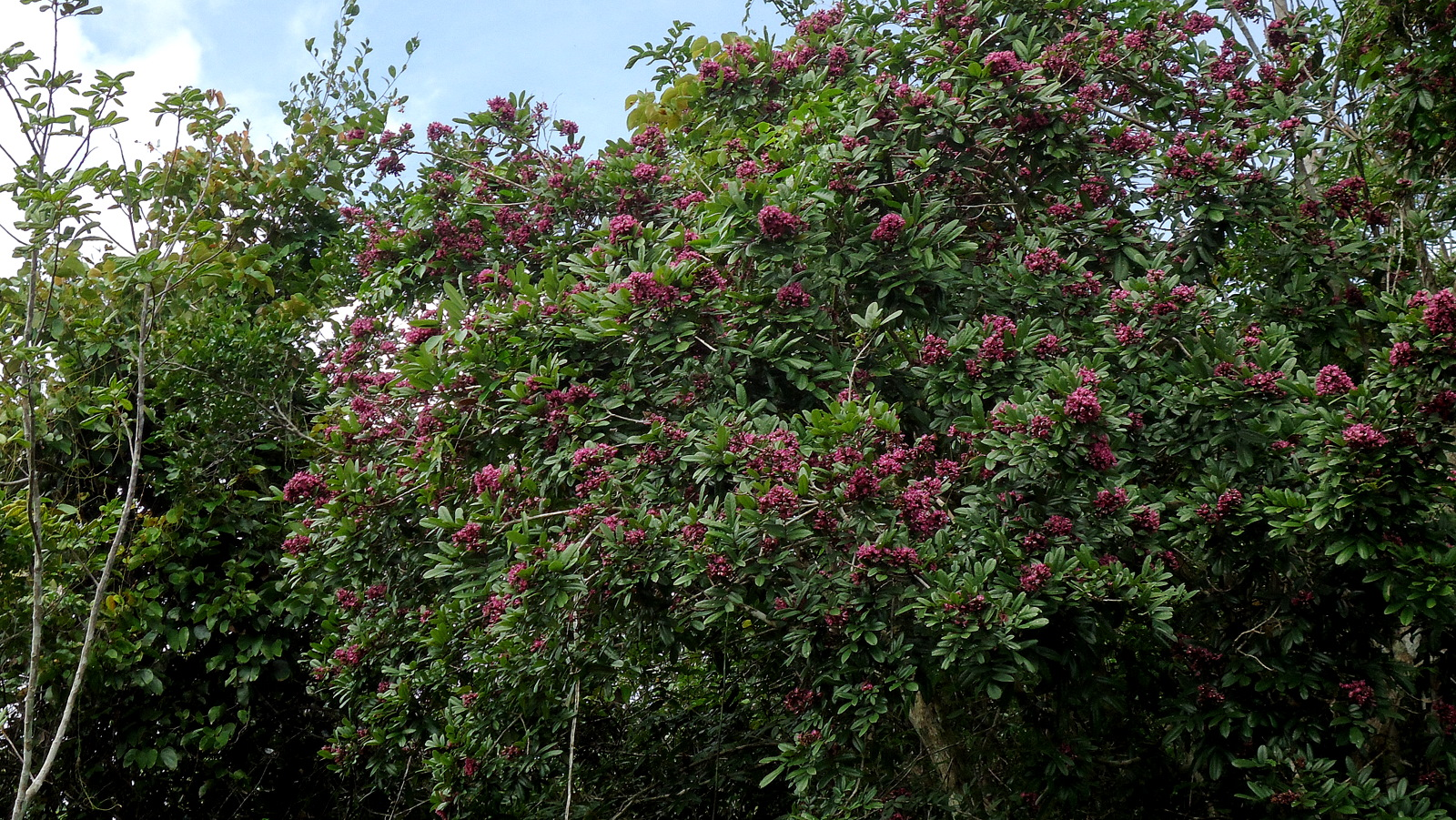
Andira fraxinifolia

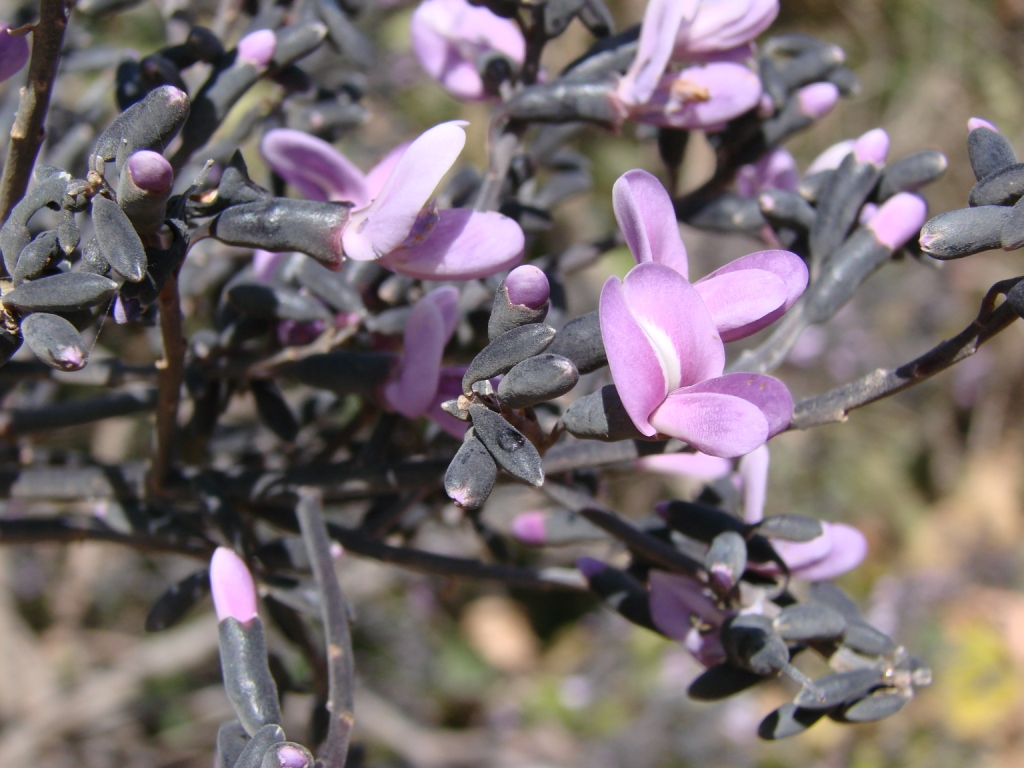
Andira anthelmia

Andira (Andira Lam.) – rodzaj roślin z rodziny bobowatych (Fabaceae). Obejmuje 30 gatunków. Najszerzej rozprzestrzeniony gatunek – A. inermis rośnie w strefie międzyzwrotnikowej w Ameryce Środkowej, Południowej oraz w zachodniej i środkowej Afryce. Pozostałe gatunki występują na kontynentach amerykańskich, z centrum zróżnicowania w wilgotnych lasach Amazonii (12 gatunków) i mniejszym w Mata Atlântica (8 gatunków), 5 gatunków rośnie w Ameryce Południowej w suchych lasach, w restindze i cerrado, trzy gatunki występują w Ameryce Środkowej. Nasiona rozprzestrzeniane są przez nietoperze żywiące się owocami. Nazwa rodzaju pochodzi z języka tupi oznaczającego te zwierzęta. W XIX w. zaproponowano dla rodzaju nazwę polską „czerwimor”, ale nie jest ona używana.
Drzewa z tego rodzaju dostarczają cenionego drewna konstrukcyjnego, służącego do wyrobu mebli, ogrodzeń i podkładów kolejowych. Rośliny te wykorzystywane są także jako ozdobne i lecznicze (kora ma działanie robakobójcze), sadzone są jako cieniodajne na plantacjach kawowców. Używane są także do sporządzania fungicydów i trucizn na ryby.

## Morfologia
PokrójDrzewa, w tym osiągające duże rozmiary.
LiścieSkrętoległe, nieparzysto pierzastozłożone. Listki zwykle naprzeciwległe.
KwiatyZebrane w powstających na końcach pędów groniastych i wiechowatych kwiatostanach, często z kwiatami siedzącymi i gęsto skupionymi. Podsadki  i przysadki zwykle drobne i szybko odpadające. Kielich zrosłodziałkowy, czasem głęboko rozcięty. Korony zwykle różowe, fioletowe lub żółte, żagielek zaokrąglony, wszystkie płatki wolne. Zalążnia z 2–4 zalążkami.
OwoceJajowate do kulistawych strąki zawierające pojedyncze nasiono.

## Systematyka
Pozycja systematyczna
Jeden z rodzajów plemienia Dalbergieae z podrodziny bobowatych właściwych (Faboideae) z rodziny bobowatych (Fabaceae). Rodzaj siostrzany dla Hymenolobium.
Wykaz gatunków
- Andira anthelmia (Vell.) J.F.Macbr.
- Andira carvalhoi R.T.Penn. & H.C.Lima
- Andira chigorodensis R.T.Penn.
- Andira cordata Arroyo ex R.T.Penn. & H.C.Lima
- Andira coriacea Pulle
- Andira cubensis Benth.
- Andira cujabensis Benth.
- Andira fraxinifolia Benth.
- Andira galeottiana Standl.
- Andira grandistipula Amshoff
- Andira humilis Mart. ex Benth.
- Andira inermis (W.Wright) Kunth ex DC. – andira bezbronna[5]
- Andira jaliscensis R.T.Penn.
- Andira legalis (Vell.) Toledo
- Andira macrocarpa R.T.Penn.
- Andira macrothyrsa Ducke
- Andira marauensis Mattos
- Andira micrantha Ducke
- Andira multistipula Ducke
- Andira nitida Mart. ex Benth.
- Andira ormosioides Benth.
- Andira parviflora Ducke
- Andira praecox Arroyo ex R.T.Penn.
- Andira spectabilis Saldanha
- Andira surinamensis (Bondt) Splitg. ex Pulle
- Andira taurotesticulata R.T.Penn.
- Andira tervequinata R.T.Penn., Aymard & Cuello
- Andira trifoliolata Ducke
- Andira unifoliolata Ducke
- Andira vermifuga (Mart.) Benth.